# Panisopelma exiguum
Panisopelma exiguum är en insektsart som beskrevs av Burckhardt 1987. Panisopelma exiguum ingår i släktet Panisopelma och familjen rundbladloppor. Inga underarter finns listade i Catalogue of Life.